# RER D線
RER D線（エールウエール・デーせん、フランス語: Ligne D du RER、通称: RER D）は、フランス国鉄（SNCF）によって運営されているフランスの首都パリとその大都市圏（イル＝ド＝フランス地域圏）で運行されている地域急行鉄道網・RER（イル＝ド＝フランス地域圏急行鉄道網）の路線である。パリ近郊北部クレイユのクレイル駅から、パリ中心部を経由し、パリ近郊南部ムランのムラン駅、ル・マレゼルボワのマレゼルボワ駅までを南北に結ぶ。1987年に開業。

## 概要
D線は、総延長197kmで、RERで最も長い路線である。フランス国鉄（SNCF）の全路線で最も混雑する。
1987年、B線が使用していたパリ北駅の地下ホームと、北部へ向かう地上線が接続され、開業した。1994年には、A線が使用していたリヨン駅の地下ホームと、南東部へ向かう地上線も結ばれて、パリ市内を縦断して南北の郊外を直結するようになった。
北側のラ・ボルヌ・ブランシュ駅とクレイユ駅（オー＝ド＝フランス地域圏）、南側のマルゼルボワ駅（サントル＝ヴァル・ド・ロワール地域圏）の3駅は、イル＝ド＝フランス地域圏の範囲を越えているため、RERで唯一、カルトランジュ（一種の定期券）が使えない駅がある路線である。

D線の路線図

## 路線
北はD1のクレイユ、南ではD2のムランとD4のル・マレゼルボワまで開通している。